# Helado de uva

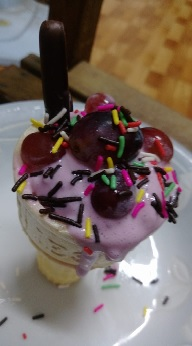
Helado de uva casero

El helado de uva es un tipo de helado con sabor a uva, en el que se emplea zumo de uva para su elaboración. Existen ciertas variaciones como los sándwiches de helado de uva y refrescos de helado de uva. El helado de uva suele ser ofrecido en festivales de la uva, como el Naples Grape Festival. Esta variedad de helado es uno de los sabores más populares en Japón.
Posee un ligero sabor a vino sin alcohol y un color violeta claro (lila).
En Venezuela existe uno en particular que viene en un envase cónico de polipropileno y que en el fondo trae una goma de mascar. Unilever (Tío Rico) lo comercializa con el nombre Bati Bati y EFE hace lo propio con el nombre Piñatica.